# Rauha Rentola
Rauha Olivia Elisabet Rentola, född 4 februari 1919 i Kuhmois, död 20 juli 2005 i Helsingfors, var en finländsk skådespelare.

## Biografi
Rentola var utbildad bland annat vid Suomen näyttämöopisto och Sibelius-Akademin. Hon tillhörde den finska filmens och teaterns mest bärande krafter. Hon medverkade åren 1940–1960 i 80 filmer, bland annat i När man har känslor (Kun on tunteet, 1954), Pastor Jussilainen (1955), Silja – nuorena nukkunut (1956), Niskavuoris kamp (Niskavuori taistelee, 1957) och Vem mördade fru Skrof (Kuka murhasi rouva Skrofin, 1961). Hon var 1940–1944 engagerad vid Helsingin kansanteatteri och tillhörde därefter Finlands nationalteaters ensemble. Hon var en mångsidig artist, som spelade över ett brett register.
Rentola blev känd för sina Tjechov-tolkningar i Eino Kalimas regi; hon var en blodfull Masja i Tre systrar, en känslig Varja i Körsbärsträdgården, en sjaskig Masja i Måsen och en kyligt intellektuell Elena i Onkel Vanja. I Galgmannen tolkade hon Maria med varm kvinnlighet; vidare gjorde hon praktfullt saftiga typer, som till exempel Meg i Brendan Behans Gisslan. Hon tilldelades Pro Finlandia-medaljen 1967.